# Sottopressione
I Sottopressione sono stati una band hardcore punk italiana degli anni '90. Tra i primi artefici della rinascita del genere a Milano, proponevano sonorità di rottura rispetto alla scena hardcore italiana degli anni '80.

## Storia
La band è stata fondata a Milano nel 1993 dal chitarrista Federico Oddone assieme a Bundi (batterista dei Crash Box) alla batteria e Lopo al basso, sostituito in seguito da Diste, che introduce Mayo alla voce. Oddone arruola Mauro Dossi (batterista dei Mudhead), costituendo così la prima formazione stabile della band.
Nel 1994 realizzano un advance tape di otto brani e, sul finire dello stesso anno pubblicano con l'etichetta Mele Marce Records (ora LoveHate80) un EP 7" dal titolo È Il Momento. Si tratta di quattro tracce hardcore registrate e mixate da Paolo Mauri (fonico anche per Casino Royale, ed Afterhours ed Extrema).
Rudy Medea (cantante degli Indigesti) della Vacation House Records propone al gruppo una collaborazione che li porta nel 1996 al primo album omonimo, registrato ancora da Paolo Mauri con l'aiuto di Livio Magnini (chitarrista dei Bluvertigo). Con questo primo album si ha l'ingresso di Kuku alla batteria, che tuttavia nella primavera dello stesso anno lascia la band e viene sostituito da Luca. Questi rimane nella formazione fino all'autunno 1996, quando Mayo lascia la band.
Subentrano Enrico "Puglia" De Candia alla voce e Dario "Crema" Cremonesi alla batteria. L'attività della band riprende e nel 1998 esce ancora per Vacation House Records il secondo album, intitolato Così Distante.
Nel 2000 la band ha pronti 10 pezzi per un nuovo disco dal titolo provvisorio de Il Capitano, di genere post-hardcore e noise rock. Avviene tuttavia la rottura della band il terzo disco non vedrà mai luce. Due dei pezzi che sarebbero dovuti uscire, sono pubblicati su diverse compilation: Altrove (256 proposizioni) su Tracce, Cenere e Simboli d'Autunno su Uncage Your Punk Side.
Dall'aprile 2007 al luglio 2008, in occasione della pubblicazione di un doppio CD 1993-2000 A Pieno Carico edito per Bagana Records/Edel, i Sottopressione si riuniscono per il Dio solo sa che fine ho fatto - TOUR 2008.

## Formazione
| Componente                         | Dal  | Al   |
| ---------------------------------- | ---- | ---- |
| Federico Oddone (Chitarra)         | 1993 | 2008 |
| Diste (Basso)                      | 1993 | 2008 |
| Mayo (Voce)                        | 1993 | 1996 |
| Mauro Dossi (batteria)             | 1993 | 1995 |
| Luca (batteria)                    | 1995 | 1996 |
| Dario "Crema" Cremonesi (batteria) | 1996 | 2008 |
| Enrico "Puglia" De Candia          | 1996 | 2008 |
| Rolando "Rola" Cappanera           | 2008 |      |

## Discografia

### Album
- 1994 - S/T - Vacation House Records (pubblicato in tre versioni con copertine differenti) CD e LP
- 1998 - Così Distante - Vacation House Records CD

### Raccolte
- 1998 - "È il Momento" - Vacation House Records (contenente l'EP omonimo e tracce prese da compilation e advance tape.
- 2008 - "1993-2000: A PIENO CARICO" - Bagana Records/Edel (discografia completa)

### EP
- 1994 - "È il Momento" EP - Mele Marce Records

### Compilation
- 1994 "Not Enough - 5 Bands from Milan" (contiene una versione di "Illusione e Delusione")
- 1996 "Old School" - Applequince Records - (contiene cover degli Indigesti, "Silenzio Statico")
- 1997 "Land Speed Sonic - Husker Du cover songs" - Berserk Records (contiene "Signals from above" e "I'll never forget you")
- 1999 "Tracce" - Wallace Records (contiene "Altrove-256 proposizioni")
- 2000 "Uncage Your Punk Side" - 2000 Dave Records (contiene "Cenere e Simboli d'Autunno")
- 2002 "Ieri.Oggi.Domani" - 2002 Ammonia Records/Sony V2 (contiene "Distruggersi per poi Risorgere" versione live)

### Bootleg
- 1997 “live C.S.A. EX-EMERSON 15/3/97” K7